# Géorgie aux Jeux paralympiques d'été de 2008
La Géorgie participe aux Jeux paralympiques d'été de 2008, sa première participation aux Jeux paralympiques. Un seul représentant s'est qualifié, Iago Gorgodze, qui participe en Haltérophilie dans la catégorie -90 kg.
Iago Gorgodze sera suspendu pendant trois ans en 2014 après avoir été testé positif pour les métabolites oxandrolone et stanozolol dans un échantillon d'urine fourni le 18 septembre 2014 à la suite d'un contrôle hors compétition.

## Résultats

### Haltérophilie
| Athlète       | Catégorie | Résultat | Rang |
| ------------- | --------- | -------- | ---- |
| Iago Gorgodze | -90 kg    | 140.0    | 8    |